# Kavaljererna på Ekeby

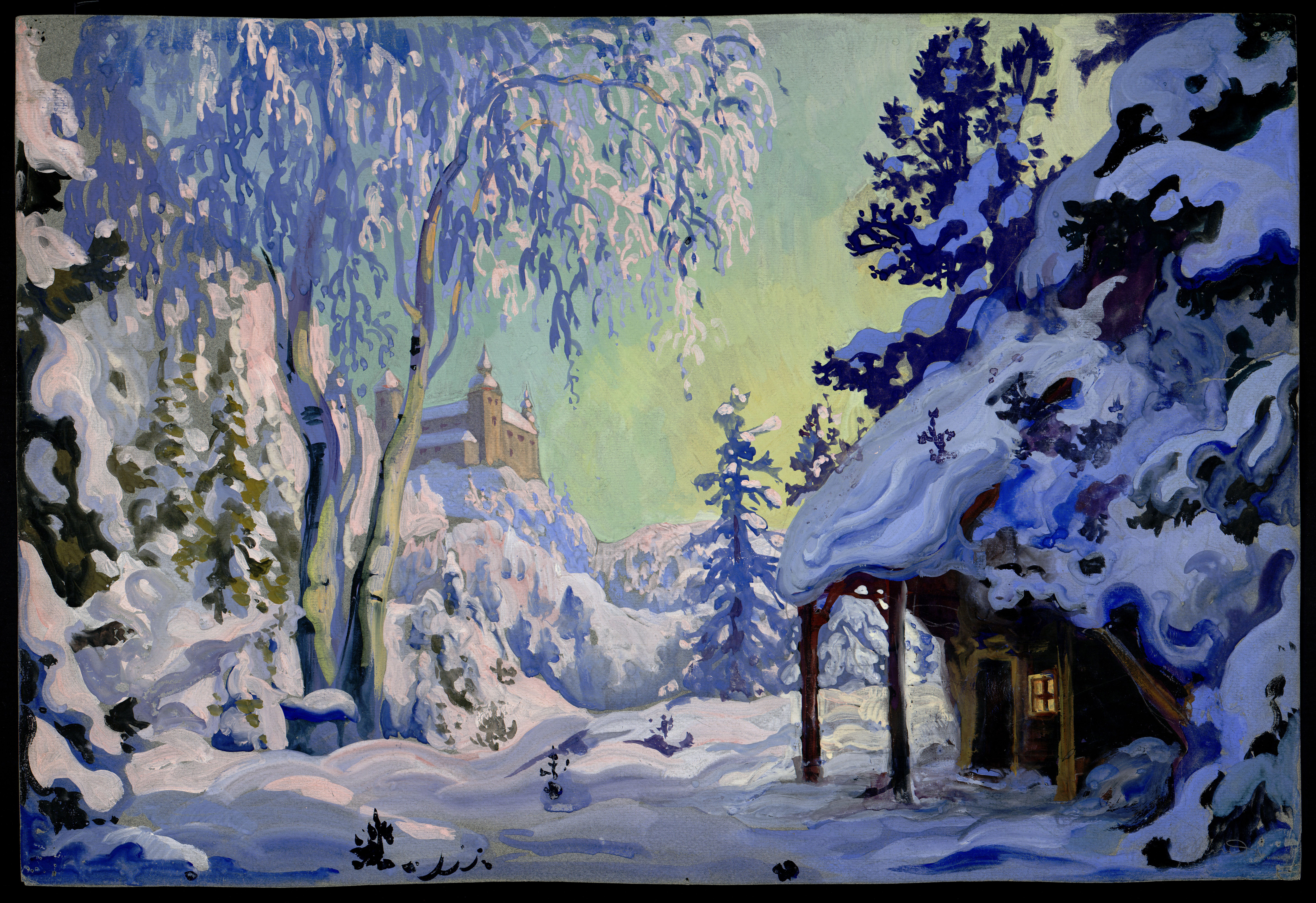
Scenografi för första akten

Kavaljererna på Ekeby (italienska: I cavalieri di Ekebù) är en opera från 1925 med musik av Riccardo Zandonai och ett libretto av Arturo Rossato. Operan bygger på Selma Lagerlöfs roman Gösta Berlings saga.

## Historia
Urpremiären ägde rum 7 mars 1925 på Teatro alla Scala i Milano, med Arturo Toscanini som dirigent. Verket var den mest genomarbetade av Zandonais operor. Han påbörjade kompositionen i början av 1923 och slutförde inte den första versionen förrän ett och ett halvt år senare, hösten 1924. Redan efter den första produktionen gjorde Zandonai några ändringar.
Operan sattes upp i Stockholm tre år senare i en ambitiös iscensättning för att fira Lagerlöfs 70-årsdag. Zandonai var särskilt noggrann när han skapade den svenska versionen av sin opera. Originaltexten ansågs innehålla för mycket exotisering av det nordiska för att lämpa sig för en svensk publik, så Lagerlöf själv anlitades till att delvis omarbeta librettot. Sven Lindström hade gjort den svenska översättningen och Gösta Bergman regisserade föreställingen som dirigerades av tonsättaren själv. Uppsättningen spelades 34 gånger fram till 1936.

## Personer
| Roller             | Röststämma  | Premiärbesättning 7 mars 1925 Dirigent: – Arturo Toscanini) | Svensk premiär 20 november 1928 Dirigent: - Riccardo Zandonai |
| ------------------ | ----------- | ----------------------------------------------------------- | ------------------------------------------------------------- |
| Gösta Berling      | tenor       | Franco Lo Giudice                                           | Einar Beyron                                                  |
| Majorskan på Ekeby | mezzosopran | Elvira Mari-Casazza                                         | Kerstin Thorborg                                              |
| Anna               | sopran      | Maria Luisa Fanelli                                         | Brita Hertzberg                                               |
| Annas moder        | mezzosopran | Lina Lanza                                                  | Irma Björck                                                   |
| Sintram            | bas         | Fernando Autori                                             | Carl Richter                                                  |
| Kristian           | baryton     | Benvenuto Franci                                            | Einar Larson                                                  |
| Fuchs              | baryton     | Pariso Votto                                                | Conny Molin                                                   |
| Everardo           | baryton     | Aristide Baracchi                                           | Gösta Lindberg                                                |
| Wemburgo           | baryton     | Chase Baromeo                                               | Olle Strandberg                                               |
| Samzelius          | bas         | Carlo Walter                                                | Sven d'Ailly                                                  |
| Berencreuz         | bas         | Amleto Galli                                                | Josef Herou                                                   |
| Kristoffer         | bas         | Giuseppe Menni                                              | Elof Benktander                                               |
| Lilliecrona        | tenor       | Alfredo Tedeschi                                            | Simon Edwardsen                                               |
| Rutger             | tenor       | Emilio Venturini                                            | Birger Biguet                                                 |
| Keevenhüller       | tenor       | Giovanni Genzardi                                           | Sven Herdenberg                                               |
| Ruster             | tenor       | Palmiro Domenichetti                                        | Henning Malm                                                  |
| Julius             | tenor       | Giuseppe Nessi                                              | Fredrik Ericson                                               |
| En gumma           | mezzosopran | Ida Mannarini                                               | Elsa Larcén                                                   |
| En flicka          | sopran      | Anita Apolloni                                              | Elsa Ekendahl                                                 |

## Handling
Akt 1
Gösta, en präst som har blivit avsatt från sitt ämbete på grund av sitt alkoholberoende, är kär i Anna. På en krog i Ekebù får flickans pappa Sintram honom att dricka mer och mer, i hopp om att den hatade Gösta ska ta livet av sig och släppa hans dotter fri. Anna återgäldar Göstas kärlek, men ser den senare bli full i snön och överger honom.
Gösta välkomnas in i majorskans slott. Hon hjälper desperata människor och Gösta blir en av hennes kavaljerer, en grupp outtröttliga arbetare.
Akt 2
I slottet utspelar sig en pjäs där Anna måste delta. Majorskan inkluderar också Gösta bland skådespelarna, vilket gör att han spelar rollen som Annas friare. När pjäsen utspelar sig smälter verklighet och fiktion samman och Anna och Gösta hamnar i en lång kyss.
Sintram, närvarande vid pjäsen, svär hämnd. Majorskan tvingar Gösta att ta hem Anna.
Akt 3
Det är jul och kavaljererna är fulla vid festligheterna. Sintram tar tillfället i akt att få dem att tro att majorskan gör affärer med djävulen, som hon vill sälja sina själar till. Sintrams komplott är framgångsrik och majorskan drivs ut ur slottet.
Akt 4
Efter majorskans avgång förfaller slottet. Anna avvisades av sin far. Majorskan är sjuk och hittas döende i snön. Hon förs tillbaka till slottet. Hon förlåter dem som har sårat henne, välsignar Anna och Gösta och omorganiserar sedan slottets verksamhet. Majorskan dör fridfullt medan livet och arbetet återgår till det normala på slottet.